# Scheibbs
Scheibbs – miasto powiatowe w Austrii, w kraju związkowym Dolna Austria, siedziba powiatu Scheibbs. Według Austriackiego Urzędu Statystycznego liczyło 4189 mieszkańców (1 stycznia 2014).

## Współpraca
Miejscowość partnerska:
- Rutesheim, Niemcy